# Богословська Ольга Михайлівна
Ольга Михайлівна Богословська (рос. Ольга Михайловна Богословская; дошлюбне прізвище — Наумкіна (рос. Наумкина); нар. 20 травня 1964) — радянська та російська легкоатлетка, яка спеціалізувалася на бігу на короткі дистанції.
На внутрішніх змаганнях в СРСР (пізніше — Росії) представляла Москву.
По завершенні змагальної кар'єри стала працювати телекоментатором спортивних (переважно — легкоатлетичних) змагань.
Була в шлюбі з Дмитром Губернієвим (нар. 1974) — російським телеведучим.

## Спортивні досягнення
Срібна олімпійська призерка з естафетного бігу 4×100 метрів (1992). Учасниця олімпійських змагань з бігу на 100 метрів (1992), на яких зупинилась на півфінальній стадії.
Чемпіонка світу з естафетного бігу 4×100 метрів (1993). Учасниця змагань з бігу на 100 метрів на чемпіонаті світу (1993), на яких зупинилась на чвертьфінальній стадії.
Була 5-ю в естафетному бігу 4×100 метрів на Кубку світу (1989).
Дійшла до півфінальної стадії у змаганнях з бігу на 60 метрів на чемпіонаті світу в приміщенні (1993).
Брала участь у бігу на 60 та 200 метрів на чемпіонаті Європи в приміщенні (1994), на яких зупинилась на попередніх стадіях.
Переможниця у змаганнях з естафетного бігу 4×100 метрів на Кубку Європи (1993).
Чемпіонка СРСР в приміщенні з бігу на 60 метрів (1989). Чемпіонка Росії в приміщенні з бігу на 60 метрів (1994). Срібна призерка чемпіонату Росії в приміщенні з бігу на 60 метрів (1993).
Срібна призерка чемпіонату Росії з бігу на 100 метрів (1993). Бронзова призерка чемпіонату СНД з бігу на 100 метрів (1992).

## Визнання
- Заслужений майстер спорту Росії (1992)

## Допінг
У 1994 спортсменка була дискваліфікована на 2 роки за порушення антидопінгових правил внаслідок виявлення в її організмі заборонених препаратів.  Це поклало край змагальній кар'єрі спортсменки.